# Piratuba
Piratuba là một đô thị thuộc bang Santa Catarina, Brasil. Đô thị này có diện tích 145,701 km², dân số năm 2007 là 4570 người, mật độ 44,5 người/km².